# Trevor Phillips
Trevor Phillips, OBE (* 31. prosince 1953) je britský spisovatel, hlasatel a bývalý politik. V březnu 2015 byl jmenován na tříleté funkční období předsedou Rady pro partnerství John Lewis Partnership, pro kterou je to první podobná událost od roku 1928.
Je místopředsedou představenstva National Equality Standard, a dalších institucí včetně předsednictví Green Park Diversity Analytics; je ředitelem WebberPhillips, která se zabývá analýzou dat a ředitelem nezávislé televizní produkční společnosti Pepper Productions. Je členem správní rady Barbican Arts Centre a rady Aldeburgh Music; dále členem správní rady nadace Social Mobility Foundation a řady charitativních aktivit.
Je bývalým předsedou britské Komise pro rovnost a lidská práva (EHRC) a bývalým televizním moderátorem.
Šéfem britské Komise pro rasovou rovnost (Commission for Racial Equality) se stal v roce 2003, a po jejím zrušení v roce 2006 byl jmenován na plný úvazek do křesla její nástupnické instituce EHRC (zpočátku nazývanou Komise pro rovnost a lidská práva), která měla širší působnost v boji proti diskriminaci a podpoře rovnosti napříč různých skupin lidí, jako je: věk, zdravotní postižení, pohlaví, rasa, náboženství a víra, sexuální orientace a pohlaví. EHRC měla také úlohu při podpoře a ochraně lidských práv a bezpečnosti, jako instituce pro lidská práva ve Velké Británii (National human rights institutions), vedle samostatných komisí v Severním Irsku a Skotsku. Phillipsovo předsednictví EHRC (ze kterého byl uvolněn na částečný úvazek v roce 2009) bývá občas předmětem kontroverzí.